# Nirina Zubir
Nirina Zubir (nacida en Antananarivo, Madagascar, el 12 de marzo de 1980) es un popular actriz y cantante indonesia, ganadora de los premios MTV Movie Award como mejor actriz de cine DJ y MTV VJ, en la que ha interpretado diferentes personajes. También ha trabajado como presentadora de televisión, en anuncios publicitarios y luego se inició en la música como una cantante improvisada.

## Carrera
Nirina, se graduó de la Escuela STIE Perbanas School en Economía, buscó otras opciones con respectto a otras carreras profesionales. Aunque ella tenía planes para dedicarse a trabajar como DJ de radio, su primer trabajo lo inició en MTVonSky, una estación de radioemisora (actual MTV Sky), en la que le abrió las puertas para demostrar su talento. Luego Nirina ha incursionado su carrera como actriz de cine, en la que ha recibiendo varias premiaciones, en la que obtuvo el prestigioso Premio del Festival de 2006 en su natal Indonesia y en los Premios de Cine de 2008, siendo reconocida como la mejor actriz cinematográfica. Nirina desde aquel entonces quedó realmente se enamorada de las artes escénicas. Aparte de dedicarse al cine, ella también ha participado en una serie de televisión, como también en diferentes anuncios comerciales, como en el corte publicitario "Herbal Essences" (2005-2006). También inició su carrera como cantante profesional.

## Filmografía
- 30 hari mencari cinta (2004) como Gwen
- Mirror (2005) como Kikan
- Belahan jiwa (2005)
- Heart (2006) como Rachel
- Kamulah satu-satunya (2007) como Indah
- Love Is Cinta (2007)
- Get Married (2007) como Maemunah
- Get Married 2  (2010) como Maemunah
- Get Married 3  (2011) como Maemunah
- Purple Love (2011) como Talita
- Hafalan Shalat Delisa (2011) como Ummi Salamah
- Bidadari-bidadari Surga (2012) como Laisa
- Coboy Junior The Movie (2013) como Nirina
- Get M4rried (2013) como Mae
- Comic 8 (2014)
- Silent Hero(es) (2014) como Karina
- 99% Muhrim: Get Married 5 (2015) como Mae
- Aku Ingin Ibu Pulang (2016) como Satri
- Shy Shy Cat (2016) como Mira
- 5 Cowok Jagoan: Rise of the Zombies (2017) como Debby
- Insya Allah Sah 2 (2018)
- DOA (Doyok-Otoy-Ali Oncom): Cari Jodoh (2018) como Elly
- Keluarga Cemara (en filmación) como Emak

## Sinetron
- Untukmu Segalanya (1994)
- Untukmu Segalanya 2 (1996)
- Tersanjung 1-6 (1998)
- Diva (2008)
- Assalamualaikum Cinta (2008)

## Comerciales
- L'Oréal in 2002
- Toyota Yaris (2005–2006)

## Videos musicales
- Sheila On 7 - Melompat Lebih Tinggi
- Sheila On 7 - Berhenti Berharap
- Acha Septriasa & Irwansyah - My Heart
- Letto - Truth, Cry & Lie

## Discografía
Sencillos
- Hari Ini, Esok dan Seterusnya (2006)

## Anfitriones
- Indonesian Idol (Season 4)
- Anugerah Planet Muzik (Music Planet Award)

## Premios
- Los indonesios Movie Awards para la Actriz Favorita en Mirror (2005)
- Los indonesios Movie Awards a la Mejor Actriz en Heart (2006)
- Penghargaan FFI untuk Pemeran Utama Wanita Terbaik en Heart (2006)

## Premios y nominaciones
- Los Premios de Cine Independiente como artista revelación en 30 Cinta Mencari Hari (2004)
- Los indonesios Movie Awards a la Mejor Actriz en Mirror (2005)
- Los indonesios Movie Awards para la Actriz Favorita en Heart (2006)
- Los indonesios Movie Awards a la Mejor Actriz en Get Married (2007)
- Los indonesios Movie Awards a la Mejor Actriz en Get Married 2 (2009)
- Los indonesios Movie Awards para la Actriz Favorita en Get Married (2007)
- Las concesiones de la película de Indonesia para Actriz Favorita en Get Married 2 (2009)